# Epigynopteryx turlini
Epigynopteryx turlini är en fjärilsart som beskrevs av Pierre E.L. Viette 1973. Epigynopteryx turlini ingår i släktet Epigynopteryx och familjen mätare. Inga underarter finns listade i Catalogue of Life.